# Samuel Rowley
Samuel Rowley (mort vers 1633) était un acteur et un dramaturge anglais de la période élisabéthaine. Selon John Payne Collier, il serait le frère du dramaturge William Rowley

## Carrière d'acteur
Le nom de Samuel Rowley apparaît pour la première fois le 3 août 1597 dans le livre de comptes de Philip Henslowe, directeur de théâtres. Selon Nungezer, Rowley débute comme acteur, et peut-être comme actionnaire de la troupe de l'Amiral, qui se produit alors au Rose Theatre, construit par Henslowe. Par exemple, il joue avec cette troupe le 16 novembre 1598. Selon Sidney Lee, Rowley commence chez Henslowe comme « domestique sous contrat », chargé de lire et de réviser le manuscrit des pièces nouvelles soumises à Henslowe.
À partir de 1598, Rowley aide Henslowe et son beau-fils, Edward Alleyn, à gérer les affaires de la compagnie. Il leur signale ainsi en avril 1601 les mérites de Conquest to the West Indies de William Haughton, et de Six Yeomen of the West de Haughton et de John Day.
Il demeure toutefois acteur jusqu'en 1617. Il apparaît ainsi dans des pièces telles que Frederick and Basilea en juin 1597 (rôle d'Heraclius), dans Fortune's Tennis (rôle indéterminé), dans The Battle of Alcazar de George Peele en 1600 (rôle mineur d'un ambassadeur), et dans la première partie de Tamar Cam en 1602 (rôles d'Ascalon et de Crymm).
Il connaît les différents patrons de la troupe, le prince Henry de Noël 1603 jusqu'en novembre 1612, puis le prince-électeur Frédéric. En tant que membre de la troupe du prince, Rowley est mentionné dans la liste du couronnement le 15 mars 1604, dans la patente d'avril 1606 et dans la liste des membres de la maison princière en 1610. S'il figure encore dans la patente du 11 janvier 1613, il n'apparaît plus dans les listes suivantes.

## Carrière de dramaturge
En tant qu'écrivain, Rowley fait partie de la foule de dramaturges, travaillant tantôt seuls, tantôt en collaboration, qui fournissent à Henslowe et à Alleyn les pièces nouvelles nécessaires au bon fonctionnement de leurs théâtres.
Son premier ouvrage, connu de nous uniquement par le titre, date de décembre 1601. Intitulée Judas et écrite en collaboration avec un certain William Borne ou Bird, cette pièce est vendue 5 £ à Henslowe. Puis, le 29 juillet 1602, Rowley et Edward Juby vendent une pièce intitulée Samson 6 £ à Henslowe. Pour Josua, jouée par la troupe de l'Amiral le 27 septembre 1602, Rowley est payé 7 £.
Hymen's Holiday, or Cupid's Vagaries est joué à la cour en 1612, et est repris en 1633 à Whitehall devant le roi et la reine. Le 27 juillet 1623, Sir Henry Herbert accorde sa licence pour être jouée à une tragédie de Rowley, intitulée A French Tragedy of Richard III. Cette pièce, qui a été perdue, était peut-être une révision de la pièce de Ben Jonson Richard Crookbar, elle-même également perdue. Sir Herbert licencie une autre pièce de Rowley, Hard Shift for Husbands, or Bilboes the Best Blade, le 29 octobre 1623, pour être jouée au Théâtre de la Fortune. Toutes ces pièces ont été perdues et ne sont plus connues que par leurs titres.
La seule pièce qui nous soit parvenue et qui est attribuée avec certitude à Rowley est When you see me, you know me (« Quand on me voit, on me connaît »). Cette pièce a été imprimée en 1613, en 1621 et en 1632. Elle traite d'incidents survenus pendant le règne de Henri VIII, apparemment entre 1537 et 1540, mais sans suivre parfaitement l'histoire. Elle est surtout remarquable par la bouffonnerie où se complaisent le roi déguisé et son compagnon de rencontre « Black Will », quand ils recherchent des aventures nocturnes dans la cité de Londres, et par les plaisanteries grossières de deux bouffons, William Summers et Patch. Cette pièce a peut-être inspirée le Henry VIII de Shakespeare et de Fletcher. Le titre de la pièce rappelle sans nul doute celle de Thomas Heywood, If you know not me, you know nobody (« Si vous ne me connaissez pas, vous ne connaissez personne ») (1605).
La seconde pièce communément attribuée à Rowley, mais sans certitude, s'appelle The Noble Soldier, or a Contract broken justly reveng'd (1634). Cette tragédie, qui a connu le succès, semble avoir été licenciée pour l'impression en mai 1631 à John Jackman sous le nom de The Noble Spanish Soldier. Le Registre des Libraires attribue ce titre à Thomas Dekker. Deux scènes ont été empruntées en totalité à Parliament of Bees de John Day
.
Sur des bases stylistiques, H. D. Sykes considère que Rowley a collaboré à The Famous Victories of Henry V (anonyme), à La Mégère apprivoisée de Shakespeare, et à Orlando Furioso de Robert Greene. Ces attributions sont possibles mais pas largement acceptées, car ces pièces sont associées à la troupe de la reine, une troupe pour laquelle Rowley n'a jamais travaillé.
Samuel Rowley est mort dans la paroisse de St. Mary à Whitechapel, où il a habité pendant plusieurs décennies.

## Œuvres
- Judas, par Rowley et William Borne, joué en 1601[7] (texte perdu)
- Samson, par Edward Juby, assisté de Rowley, joué en 1602[7] (texte perdu)
- Josua, par Rowley, joué en septembre 1602[7] (texte perdu)
- Hymen's Holiday, or Cupid's Vagaries, par Rowley, joué à la cour en 1612[7] (texte perdu)
- A French Tragedy of Richard III, par Rowley, licenciée en 1623[8] (texte perdu)
- Hard Shift for Husbands, comédie par Rowley, licenciée en 1623[8] (texte perdu)
- When you see me, you know me, par Rowley, écrite probablement vers 1601/1602, imprimée la première fois en 1605[8]
- The Noble Soldier, paternité incertaine de Rowley 1634[9]